# تپه اسماعیل‌آباد (مشهد)
تپه اسماعیل‌آباد؛ نام تپه‌ای باستانی مربوط به دورهٔ تاریخی است و در شهرستان مشهد، بخش رضویه، دهستان پایین ولایت، یک کیلومتری پس راه، روستای اسماعیل‌آباد واقع شده و این اثر در تاریخ ۱۲ تیر ۱۳۸۴ با شمارهٔ ثبت ۱۲۹۴۱ به‌عنوان یکی از آثار ملی ایران به ثبت رسیده‌است.